# Пандейру

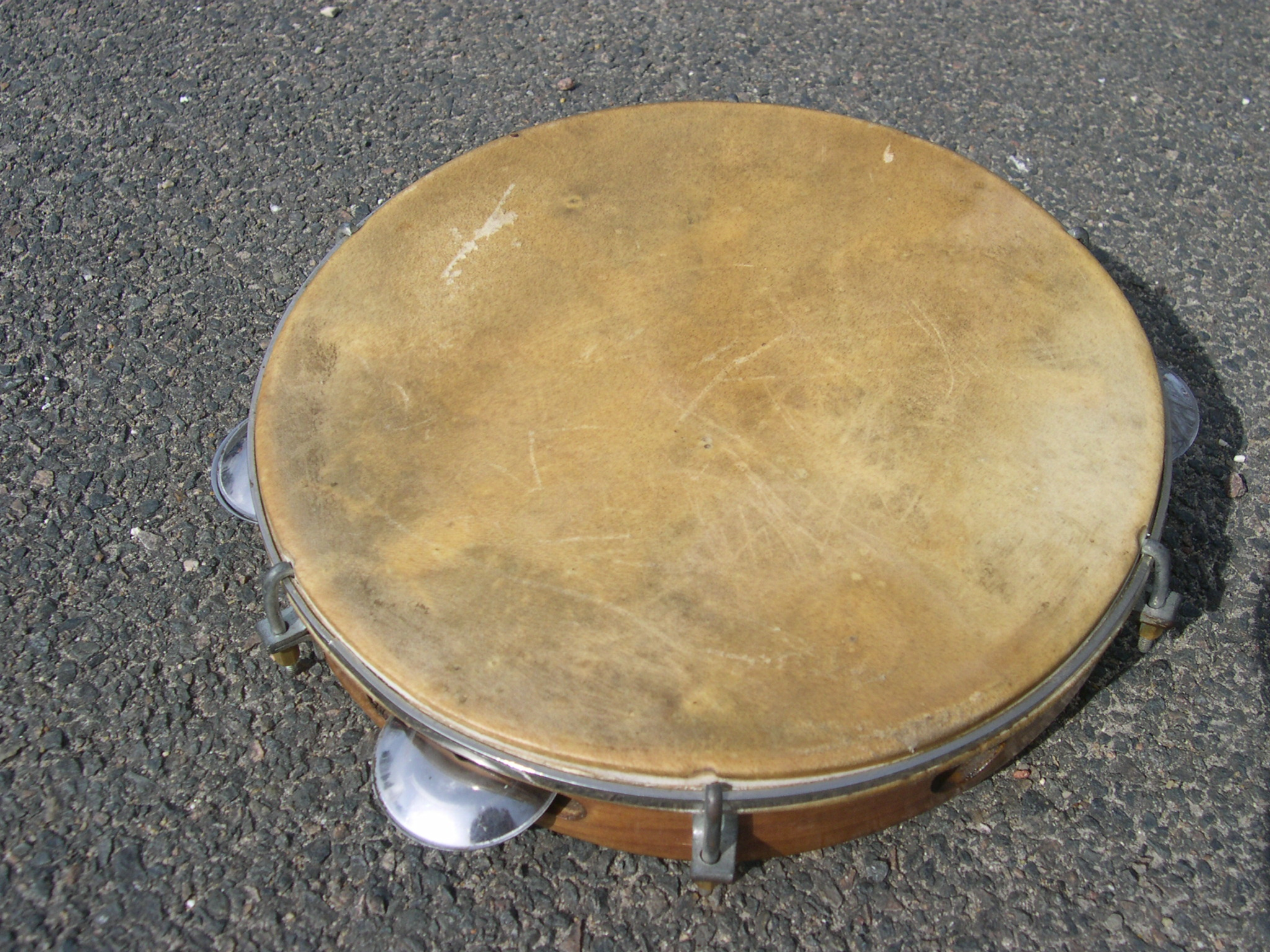
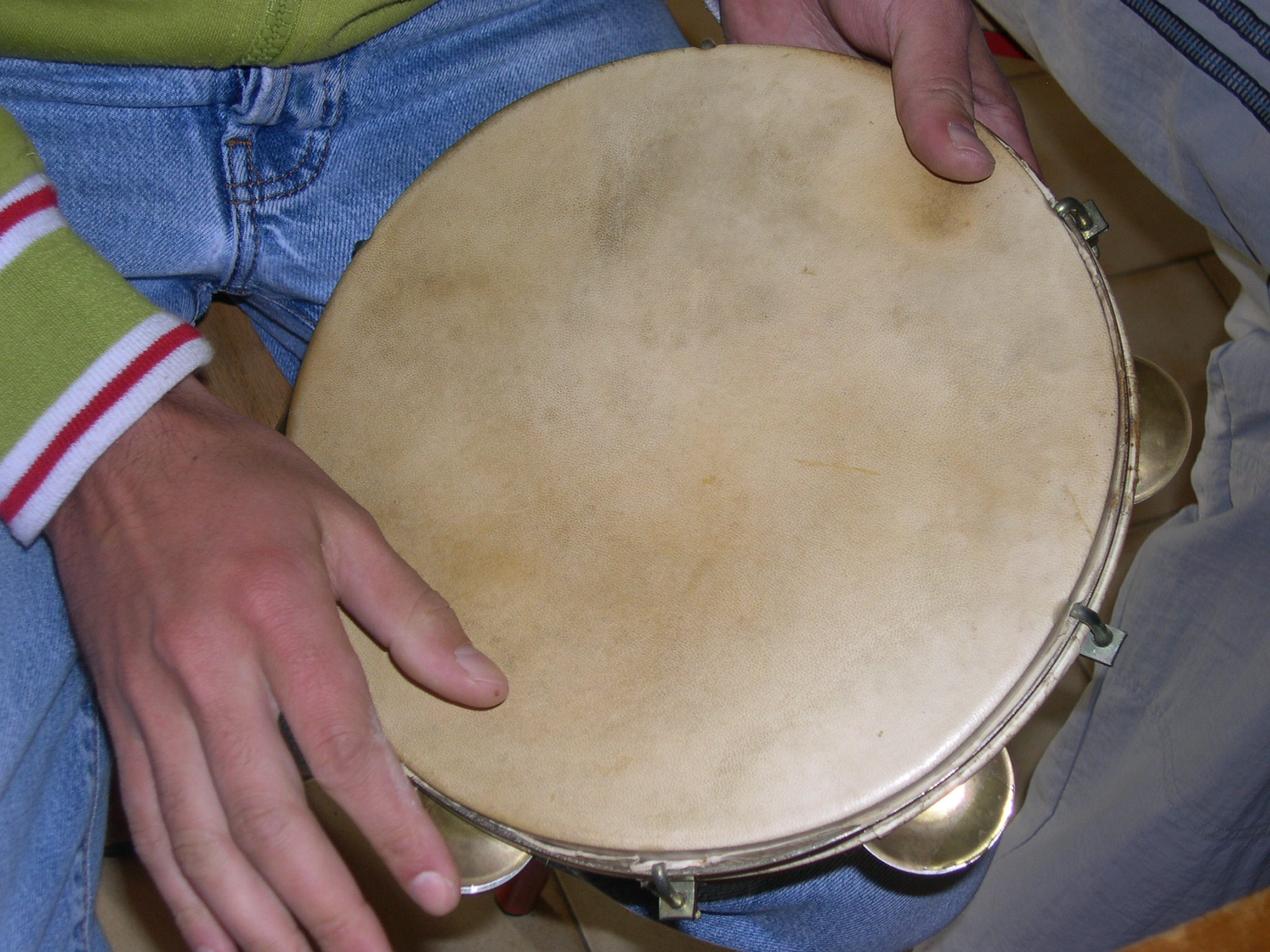

Пандейру, пандейро (порт. pandeiro) — разновидность бубна, используемого в Португалии и других странах. Применяется в бразильских жанрах музыки самба, шоро, коко. Вместе с барабаном атабаке сопровождает состязание в капоэйре.
Происходит от испано-португальского инструмента pandeireta.
Натяжение мембраны пандейру можно настраивать, что позволяет исполнителю выбрать желаемую высоту звука. По окружности корпуса закреплены наборы из металлических тарелочек, именуемых platinelas; тарелочки закреплены по три штуки в наборе, причем внешние тарелочки имеют вогнутую внутрь форму, отчего дают четкий, сухой и менее устойчивый тон, чем при игре на обычном оркестровом бубне с тарелочками.
Инструмент держат в одной руке, а другая рука бьет по мембране. Ритмы пандейру играются с использованием ударов ладони, большого пальца, пальцами и пяткой ладони. Также пандейру можно просто трясти, что также будет извлекать звук, или провести пальцем по мембране, что даст красивое дребезжание, называемое рол (roll).